# Saint-Maclou-la-Brière
Saint-Maclou-la-Brière là một xã thuộc tỉnh Seine-Maritime trong vùng Normandie miền bắc nước Pháp.

### Huy hiệu
| Arms of Saint-Maclou-la-Brière | The arms of Saint-Maclou-la-Brière are blazoned: Per pale 1: Azure, 3 stalks of wheat slipped and leaved Or 1 and 2; 2: Gules, St. Maclou with his crozier Or; and on a chief argent, 2 leopards gules. |

## Dân số
| 1962                                            | 1968 | 1975 | 1982 | 1990 | 1999 | 2006 |
| ----------------------------------------------- | ---- | ---- | ---- | ---- | ---- | ---- |
| 274                                             | 302  | 284  | 368  | 392  | 417  | 486  |
| Starting in 1962: Population without duplicates |      |      |      |      |      |      |